# Saison 1946-1947 des Knicks de New York
La saison 1946-1947 des Knicks de New York est la première saison de cette franchise en Basketball Association of America (BAA), nouvelle ligue devenue par la suite la National Basketball Association (NBA). Parmi les équipes existant depuis la création de la BAA en 1946, la franchise des Knicks, en forme longue les Knickerbockers, partage avec celle des Celtics de Boston la particularité de n'avoir jamais déménagé.
Entre le 16 novembre 1946 et le 4 décembre 1946, les Knicks remportent neuf victoires d'affilée. Ce record de la franchise tient durant vingt-trois ans, et est battu durant la saison NBA 1968-1969, lors de laquelle les Knicks gagnent 11 matchs d'affilée. Un autre record durable de l'équipe est établi au cours de la saison 1946-1947 : le 5 avril 1947, le Knick Stan Stutz inscrit 30 points durant un match de playoffs. Le record est battu sept ans plus tard, par Carl Braun, durant les playoffs NBA 1954 (32 points).

## Matchs

### Saison régulière
| Saison régulière Total: 33-27 (Domicile : 18-11 ; Extérieur : 15-16) |

| Match | Date         | Opposant      | Score        | Meilleur marqueur         | Lieu                      | Bilan | Série   |
| ----- | ------------ | ------------- | ------------ | ------------------------- | ------------------------- | ----- | ------- |
| 1     | 1er novembre | @ Toronto     | V 68-66      | Leo Gottlieb (14)         | Maple Leaf Gardens        | 1-0   | 1 vict. |
| 2     | 2 novembre   | @ Chicago     | D 47-63      | Leo Gottlieb (12)         | Chicago Stadium           | 1-1   | 1 déf.  |
| 3     | 7 novembre   | @ Saint-Louis | V 68-63      | Hertzberg, Schectman (11) | Madison Square Garden III | 2-1   | 1 vict. |
| 4     | 11 novembre  | Chicago       | D 68-78 (OT) | Sonny Hertzberg (19)      | Madison Square Garden III | 2-2   | 1 déf.  |
| 5     | 16 novembre  | Pittsburgh    | V 64-62 (OT) | Kaplowitz, Schectman (14) | Madison Square Garden III | 3-2   | 1 vict. |
| 6     | 18 novembre  | Détroit       | V 61-57      | Sonny Hertzberg (14)      | Madison Square Garden III | 4-2   | 2 vict. |
| 7     | 20 novembre  | Chicago       | V 72-69      | Sonny Hertzberg (19)      | Madison Square Garden III | 5-2   | 3 vict. |
| 8     | 23 novembre  | Cleveland     | V 82-76 (OT) | Sonny Hertzberg (18)      | Madison Square Garden III | 6-2   | 4 vict. |
| 9     | 25 novembre  | @ Pittsburgh  | V 62-46      | Stan Stutz (15)           | Duquesne Gardens          | 7-2   | 5 vict. |
| 10    | 27 novembre  | Saint-Louis   | V 67-60      | Tommy Byrnes (17)         | Madison Square Garden III | 8-2   | 6 vict. |
| 11    | 28 novembre  | @ Providence  | V 60-58      | Tommy Byrnes (18)         | Rhode Island Auditorium   | 9-2   | 7 vict. |
| 12    | 30 novembre  | Philadelphie  | V 64-60 (OT) | Tommy Byrnes (17)         | Madison Square Garden III | 10-2  | 8 vict. |

| Match | Date        | Opposant       | Score   | Meilleur marqueur    | Lieu                      | Bilan | Série   |
| ----- | ----------- | -------------- | ------- | -------------------- | ------------------------- | ----- | ------- |
| 13    | 4 décembre  | Détroit        | V 70-57 | Ralph Kaplowitz (15) | Madison Square Garden     | 11-2  | 9 vict. |
| 14    | 5 décembre  | @ Philadelphie | D 51-62 | Ralph Kaplowitz (13) | Philadelphia Arena        | 11-3  | 1 déf.  |
| 15    | 7 décembre  | @ Boston       | V 90-65 | Stan Stutz (29)      | Boston Garden             | 12-3  | 1 vict. |
| 16    | 8 décembre  | Boston         | V 62-44 | Stan Stutz (21)      | Madison Square Garden III | 13-3  | 2 vict. |
| 17    | 11 décembre | Providence     | V 83-68 | Sonny Hertzberg (16) | Madison Square Garden III | 14-3  | 3 vict. |
| 18    | 15 décembre | @ Cleveland    | D 52-70 | Sonny Hertzberg (16) | Cleveland Arena           | 14-4  | 1 déf.  |
| 19    | 18 décembre | Cleveland      | D 53-56 | Leo Gottlieb (9)     | Madison Square Garden III | 14-5  | 2 déf.  |
| 20    | 20 décembre | @ Toronto      | D 70-74 | Sonny Hertzberg (22) | Maple Leaf Gardens        | 14-6  | 3 déf.  |
| 21    | 21 décembre | @ Providence   | D 61-63 | Stan Stutz (17)      | Rhode Island Auditorium   | 14-7  | 4 déf.  |
| 22    | 28 décembre | @ Washington   | D 49-70 | Sonny Hertzberg (12) | Uline Arena               | 14-8  | 5 déf.  |

| Match | Date       | Opposant       | Score   | Meilleur marqueur    | Lieu                      | Bilan | Série   |
| ----- | ---------- | -------------- | ------- | -------------------- | ------------------------- | ----- | ------- |
| 23    | 4 janvier  | @ Détroit      | V 62-50 | Leo Gottlieb (22)    | Detroit Olympia           | 15-8  | 1 vict. |
| 24    | 5 janvier  | @ Saint-Louis  | V 59-57 | Leo Gottlieb (21)    | St. Louis Arena           | 16-8  | 2 vict. |
| 25    | 8 janvier  | Toronto        | D 63-76 | Leo Gottlieb (16)    | Madison Square Garden III | 16-9  | 1 déf.  |
| 26    | 10 janvier | @ Boston       | D 62-66 | Bob Cluggish (10)    | Boston Garden             | 16-10 | 2 déf.  |
| 27    | 13 janvier | @ Pittsburgh   | V 53-50 | Oscar Schectman (19) | Duquesne Gardens          | 17-10 | 1 vict. |
| 28    | 15 janvier | Washington     | D 63-65 | Oscar Schectman (19) | Madison Square Garden III | 17-11 | 1 déf.  |
| 29    | 18 janvier | Boston         | D 45-58 | Sonny Hertzberg (10) | Madison Square Garden III | 17-12 | 2 déf.  |
| 30    | 19 janvier | @ Cleveland    | D 72-79 | Tommy Byrnes (18)    | Cleveland Arena           | 17-13 | 3 déf.  |
| 31    | 22 janvier | Chicago        | V 74-64 | Tommy Byrnes (22)    | Madison Square Garden III | 18-13 | 1 vict. |
| 32    | 25 janvier | Boston         | D 46-52 | Bud Palmer (12)      | Madison Square Garden III | 18-14 | 1 déf.  |
| 33    | 29 janvier | Pittsburgh     | V 64-60 | Bud Palmer (13)      | Madison Square Garden III | 19-14 | 1 vict. |
| 34    | 30 janvier | @ Philadelphie | D 58-65 | Bud Palmer (16)      | Philadelphia Arena        | 19-15 | 1 déf.  |

| Match | Date        | Opposant     | Score   | Meilleur marqueur      | Lieu                      | Bilan | Série   |
| ----- | ----------- | ------------ | ------- | ---------------------- | ------------------------- | ----- | ------- |
| 35    | 1er février | Philadelphie | D 63-71 | Palmer, Schectman (12) | Madison Square Garden III | 19-16 | 2 déf.  |
| 36    | 2 février   | @ Détroit    | D 63-65 | Stan Stutz (22)        | Detroit Olympia           | 19-17 | 3 déf.  |
| 37    | 5 février   | Saint-Louis  | D 46-71 | Stan Stutz (8)         | Madison Square Garden III | 19-18 | 4 déf.  |
| 38    | 6 février   | @ Boston     | D 48-49 | Leo Gottlieb (8)       | Boston Garden             | 19-19 | 5 déf.  |
| 39    | 8 février   | Toronto      | V 69-46 | Bud Palmer (16)        | Madison Square Garden III | 20-19 | 1 vict. |
| 40    | 12 février  | Washington   | V 76-72 | Lee Knorek (21)        | Madison Square Garden III | 21-19 | 2 vict. |
| 41    | 15 février  | Cleveland    | D 84-90 | Oscar Schectman (18)   | Madison Square Garden III | 21-20 | 1 déf.  |
| 42    | 16 février  | @ Détroit    | V 66-58 | Palmer, Stutz (14)     | Detroit Olympia           | 22-20 | 1 vict. |
| 43    | 19 février  | Providence   | D 62-69 | Oscar Schectman (16)   | Madison Square Garden III | 22-21 | 1 déf.  |
| 44    | 21 février  | Pittsburgh   | V 77-49 | Bud Palmer (15)        | Madison Square Garden III | 23-21 | 1 vict. |
| 45    | 23 février  | @ Chicago    | D 68-82 | Oscar Schectman (18)   | Chicago Stadium           | 23-22 | 1 déf.  |
| 46    | 26 février  | Washington   | D 60-84 | Bud Palmer (13)        | Madison Square Garden III | 23-23 | 2 déf.  |
| 47    | 27 février  | @ Providence | V 73-65 | Stan Stutz (19)        | Rhode Island Auditorium   | 24-23 | 1 vict. |

| Match | Date     | Opposant       | Score         | Meilleur marqueur    | Lieu                      | Bilan | Série   |
| ----- | -------- | -------------- | ------------- | -------------------- | ------------------------- | ----- | ------- |
| 48    | 1er mars | Toronto        | V 63-48       | Bud Palmer (15)      | Madison Square Garden III | 25-23 | 2 vict. |
| 49    | 6 mars   | @ Philadelphie | V 61-59       | Oscar Schectman (14) | Philadelphia Arena        | 26-23 | 3 vict. |
| 50    | 8 mars   | Détroit        | V 64-61       | Bud Palmer (11)      | Madison Square Garden III | 27-23 | 4 vict. |
| 51    | 13 mars  | Saint-Louis    | V 78-74 (2OT) | Knorek, Stutz (20)   | Madison Square Garden III | 28-23 | 5 vict. |
| 52    | 15 mars  | @ Washington   | D 63-78       | Leo Gottlieb (12)    | Uline Arena               | 28-24 | 1 déf.  |
| 53    | 16 mars  | @ Cleveland    | V 81-69       | Sonny Hertzberg (21) | Cleveland Arena           | 29-24 | 1 vict. |
| 54    | 19 mars  | @ Chicago      | V 65-57       | Sonny Hertzberg (16) | Chicago Stadium           | 30-24 | 2 vict. |
| 55    | 20 mars  | @ Saint-Louis  | D 49-51       | Bud Palmer (11)      | St. Louis Arena           | 30-25 | 1 déf.  |
| 56    | 22 mars  | @ Washington   | V 68-63       | Sonny Hertzberg (23) | Uline Arena               | 31-25 | 1 vict. |
| 57    | 24 mars  | @ Pittsburgh   | V 65-51       | Bud Palmer (20)      | Duquesne Gardens          | 32-25 | 2 vict. |
| 58    | 26 mars  | Providence     | V 91-84 (2OT) | Tommy Byrnes (22)    | Madison Square Garden III | 33-25 | 3 vict. |
| 59    | 28 mars  | @ Toronto      | D 61-71       | Tommy Byrnes (14)    | Maple Leaf Gardens        | 33-26 | 1 déf.  |
| 60    | 30 mars  | @ Philadelphie | D 72-76       | Lee Knorek (17)      | Philadelphia Arena        | 33-27 | 2 déf.  |

### Playoffs
| Playoffs Total: 2-3 (Domicile : 2-1 ; Extérieur : 0-2) |

| Match | Date    | Opposant    | Score   | Meilleur marqueur | Lieu                      | Bilan | Série   |
| ----- | ------- | ----------- | ------- | ----------------- | ------------------------- | ----- | ------- |
| 1     | 2 avril | @ Cleveland | D 51-77 | Lee Knorek (10)   | Cleveland Arena           | 0-1   | 1 déf.  |
| 2     | 5 avril | Cleveland   | V 86-74 | Stan Stutz (30)   | Madison Square Garden III | 1-1   | 1 vict. |
| 3     | 9 avril | Cleveland   | V 93-71 | Bud Palmer (26)   | Madison Square Garden III | 2-1   | 2 vict. |

| Match | Date     | Opposant       | Score   | Meilleur marqueur | Lieu                      | Bilan | Série  |
| ----- | -------- | -------------- | ------- | ----------------- | ------------------------- | ----- | ------ |
| 4     | 12 avril | @ Philadelphie | D 70-82 | Lee Knorek (20)   | Philadelphia Arena        | 2-2   | 1 déf. |
| 5     | 14 avril | Philadelphie   | D 53-72 | Tommy Byrnes (11) | Madison Square Garden III | 2-3   | 2 déf. |

### Confrontations en saison régulière
| Division Est | Division Est | Division Est | Division Est | Division Est | Division Est | Division Est | Division Est | Division Est | Division Est | Division Est | Division Est | Division Est | Division Est | Division Est | Division Est | Division Est | Division Est | Division Est | Division Est | Division Est | Division Est | Division Est | Division Est | Division Est | Division Ouest | Division Ouest | Division Ouest | Division Ouest | Division Ouest | Division Ouest | Division Ouest | Division Ouest | Division Ouest | Division Ouest | Division Ouest | Division Ouest | Division Ouest | Division Ouest | Division Ouest | Division Ouest | Division Ouest | Division Ouest | Division Ouest | Division Ouest | Division Ouest | Division Ouest | Division Ouest | Division Ouest | Division Ouest |
| Équipe       | Domicile     | Domicile     | Domicile     | Domicile     | Domicile     | Domicile     | Domicile     | Domicile     | Domicile     | Domicile     | Domicile     | Domicile     | Extérieur    | Extérieur    | Extérieur    | Extérieur    | Extérieur    | Extérieur    | Extérieur    | Extérieur    | Extérieur    | Extérieur    | Extérieur    | Extérieur    | Équipe         | Domicile       | Domicile       | Domicile       | Domicile       | Domicile       | Domicile       | Domicile       | Domicile       | Domicile       | Domicile       | Domicile       | Domicile       | Extérieur      | Extérieur      | Extérieur      | Extérieur      | Extérieur      | Extérieur      | Extérieur      | Extérieur      | Extérieur      | Extérieur      | Extérieur      | Extérieur      |
| ------------ | ------------ | ------------ | ------------ | ------------ | ------------ | ------------ | ------------ | ------------ | ------------ | ------------ | ------------ | ------------ | ------------ | ------------ | ------------ | ------------ | ------------ | ------------ | ------------ | ------------ | ------------ | ------------ | ------------ | ------------ | -------------- | -------------- | -------------- | -------------- | -------------- | -------------- | -------------- | -------------- | -------------- | -------------- | -------------- | -------------- | -------------- | -------------- | -------------- | -------------- | -------------- | -------------- | -------------- | -------------- | -------------- | -------------- | -------------- | -------------- | -------------- |
| Boston       | 62-44        | 62-44        | 62-44        | 62-44        | 45-58        | 45-58        | 45-58        | 45-58        | 46-52        | 46-52        | 46-52        | 46-52        | 90-65        | 90-65        | 90-65        | 90-65        | 62-66        | 62-66        | 62-66        | 62-66        | 48-49        | 48-49        | 48-49        | 48-49        | Chicago        | 68-78          | 68-78          | 68-78          | 68-78          | 72-69          | 72-69          | 72-69          | 72-69          | 74-64          | 74-64          | 74-64          | 74-64          | 47-63          | 47-63          | 47-63          | 47-63          | 68-82          | 68-82          | 68-82          | 68-82          | 65-57          | 65-57          | 65-57          | 65-57          |
| Philadelphie | 64-60 (OT)   | 64-60 (OT)   | 64-60 (OT)   | 64-60 (OT)   | 64-60 (OT)   | 64-60 (OT)   | 63-71        | 63-71        | 63-71        | 63-71        | 63-71        | 63-71        | 51-62        | 51-62        | 51-62        | 58-65        | 58-65        | 58-65        | 61-59        | 61-59        | 61-59        | 72-76        | 72-76        | 72-76        | Cleveland      | 82-76 (OT)     | 82-76 (OT)     | 82-76 (OT)     | 82-76 (OT)     | 53-56          | 53-56          | 53-56          | 53-56          | 84-90          | 84-90          | 84-90          | 84-90          | 52-70          | 52-70          | 52-70          | 52-70          | 72-79          | 72-79          | 72-79          | 72-79          | 81-69          | 81-69          | 81-69          | 81-69          |
| Providence   | 83-68        | 83-68        | 83-68        | 83-68        | 62-69        | 62-69        | 62-69        | 62-69        | 91-84 (2OT)  | 91-84 (2OT)  | 91-84 (2OT)  | 91-84 (2OT)  | 60-58        | 60-58        | 60-58        | 60-58        | 61-63        | 61-63        | 61-63        | 61-63        | 73-65        | 73-65        | 73-65        | 73-65        | Détroit        | 61-57          | 61-57          | 61-57          | 61-57          | 70-57          | 70-57          | 70-57          | 70-57          | 64-61          | 64-61          | 64-61          | 64-61          | 62-50          | 62-50          | 62-50          | 62-50          | 63-65          | 63-65          | 63-65          | 63-65          | 66-58          | 66-58          | 66-58          | 66-58          |
| Toronto      | 63-76        | 63-76        | 63-76        | 63-76        | 69-46        | 69-46        | 69-46        | 69-46        | 63-48        | 63-48        | 63-48        | 63-48        | 68-66        | 68-66        | 68-66        | 68-66        | 70-74        | 70-74        | 70-74        | 70-74        | 61-71        | 61-71        | 61-71        | 61-71        | Pittsburgh     | 64-62 (OT)     | 64-62 (OT)     | 64-62 (OT)     | 64-62 (OT)     | 62-46          | 62-46          | 62-46          | 62-46          | 53-50          | 53-50          | 53-50          | 53-50          | 64-60          | 64-60          | 64-60          | 64-60          | 77-49          | 77-49          | 77-49          | 77-49          | 65-51          | 65-51          | 65-51          | 65-51          |
| Washington   | 63-65        | 63-65        | 63-65        | 63-65        | 76-72        | 76-72        | 76-72        | 76-72        | 60-84        | 60-84        | 60-84        | 60-84        | 49-70        | 49-70        | 49-70        | 49-70        | 63-78        | 63-78        | 63-78        | 63-78        | 68-63        | 68-63        | 68-63        | 68-63        | Saint-Louis    | 67-60          | 67-60          | 67-60          | 67-60          | 46-71          | 46-71          | 46-71          | 46-71          | 78-74 (2OT)    | 78-74 (2OT)    | 78-74 (2OT)    | 78-74 (2OT)    | 68-63          | 68-63          | 68-63          | 68-63          | 59-57          | 59-57          | 59-57          | 59-57          | 49-51          | 49-51          | 49-51          | 49-51          |
|              | 7-7          | 7-7          | 7-7          | 7-7          | 7-7          | 7-7          | 7-7          | 7-7          | 7-7          | 7-7          | 7-7          | 7-7          | 6-10         | 6-10         | 6-10         | 6-10         | 6-10         | 6-10         | 6-10         | 6-10         | 6-10         | 6-10         | 6-10         | 6-10         |                | 11-4           | 11-4           | 11-4           | 11-4           | 11-4           | 11-4           | 11-4           | 11-4           | 11-4           | 11-4           | 11-4           | 11-4           | 9-6            | 9-6            | 9-6            | 9-6            | 9-6            | 9-6            | 9-6            | 9-6            | 9-6            | 9-6            | 9-6            | 9-6            |
|              | 13-17        | 13-17        | 13-17        | 13-17        | 13-17        | 13-17        | 13-17        | 13-17        | 13-17        | 13-17        | 13-17        | 13-17        | 13-17        | 13-17        | 13-17        | 13-17        | 13-17        | 13-17        | 13-17        | 13-17        | 13-17        | 13-17        | 13-17        | 13-17        |                | 20-10          | 20-10          | 20-10          | 20-10          | 20-10          | 20-10          | 20-10          | 20-10          | 20-10          | 20-10          | 20-10          | 20-10          | 20-10          | 20-10          | 20-10          | 20-10          | 20-10          | 20-10          | 20-10          | 20-10          | 20-10          | 20-10          | 20-10          | 20-10          |

## Classement en saison régulière
| Division Est               | V  | D  | PCT    | GB |
| -------------------------- | -- | -- | ------ | -- |
| Capitols de Washington     | 49 | 11 | 81,7 % | -  |
| Warriors de Philadelphie   | 35 | 25 | 58,3 % | 14 |
| Knicks de New York         | 33 | 27 | 55,0 % | 16 |
| Steamrollers de Providence | 28 | 32 | 46,7 % | 21 |
| Huskies de Toronto         | 22 | 38 | 36,7 % | 27 |
| Celtics de Boston          | 22 | 38 | 36,7 % | 27 |

## Effectif
| Knicks de New York Effectif en fin de saison régulière |       |  |                       |                          |
| Entraîneur : Neil Cohalan                              |       |  |                       |                          |
| Ailier                                                 | 12-15 |  | Aud Brindley          | Dartmouth                |
| Arrière / ailier                                       | 14    |  | Tommy Byrnes          | Seton Hall               |
| Pivot                                                  | 3     |  | Bob Cluggish          | Kentucky                 |
| Ailier fort / pivot                                    | 10    |  | Bob Fitzgerald        | Fordham                  |
| Ailier                                                 | 4     |  | Frido Frey            | Long Island              |
| Arrière                                                | 9     |  | Leo Gottlieb          |                          |
| Meneur                                                 | 8     |  | Sonny Hertzberg       | City College of New York |
| Pivot                                                  | 5-19  |  | Lee Knorek            | Detroit Mercy            |
| Meneur                                                 | 5     |  | Frank Mangiapane      | New York                 |
| Ailier fort / pivot                                    | 16    |  | Bud Palmer            | Princeton                |
| Arrière                                                | 6     |  | Oscar Schectman       | Long Island              |
| Arrière / ailier                                       | 7     |  | Stan Stutz            | Rhode Island             |
| Arrière / ailier                                       | 11-17 |  | Butch van Breda Kolff | New York                 |

## Statistiques

### Saison régulière
| Joueur                | Matchs | % Tir | % LF | Pass/m. | Pts/m. |
| --------------------- | ------ | ----- | ---- | ------- | ------ |
| Aud Brindley          | 12     | .286  | .857 | 0.1     | 2.8    |
| Tommy Byrnes          | 60     | .300  | .644 | 0.6     | 7.6    |
| Bob Cluggish          | 54     | .261  | .571 | 0.4     | 4.4    |
| Bob Fitzgerald        | 29     | .190  | .600 | 0.3     | 2.8    |
| Frido Frey            | 23     | .289  | .571 | 0.6     | 3.8    |
| Leo Gottlieb          | 57     | .302  | .655 | 0.4     | 5.9    |
| Sonny Hertzberg       | 59     | .289  | .758 | 0.6     | 8.7    |
| Ralph Kaplowitz       | 27     | .259  | .732 | 0.9     | 7.2    |
| Lee Knorek            | 22     | .283  | .653 | 1.0     | 7.8    |
| Frank Mangiapane      | 6      | .154  | .333 | 0.0     | 0.8    |
| Nat Militzok          | 36     | .243  | .548 | 0.8     | 4.0    |
| Bob Mullens           | 26     | .260  | .647 | 0.7     | 2.9    |
| Dick Murphy           | 24     | .241  | .800 | 0.2     | 1.3    |
| John Murphy           | 9      | .320  | .667 | 0.0     | 2.7    |
| Bud Palmer            | 42     | .307  | .669 | 0.8     | 9.5    |
| Hank Rosenstein       | 31     | .262  | .600 | 0.6     | 4.3    |
| Ossie Schectman       | 54     | .276  | .620 | 2.0     | 8.1    |
| Stan Stutz            | 60     | .268  | .782 | 0.8     | 8.0    |
| Butch van Breda Kolff | 16     | .206  | .647 | 0.4     | 1.6    |
| Jake Weber            | 11     | .292  | .750 | 0.1     | 1.8    |

### Playoffs
| Joueur                | Matchs | % Tir | % LF | Pass/m. | Pts/m. |
| --------------------- | ------ | ----- | ---- | ------- | ------ |
| Aud Brindley          | 3      | .500  | .667 | 0.0     | 3.3    |
| Tommy Byrnes          | 5      | .239  | .182 | 0.0     | 4.8    |
| Bob Cluggish          | 5      | .148  | .000 | 0.0     | 1.6    |
| Bob Fitzgerald        | 5      | .111  | .750 | 0.2     | 1.0    |
| Frido Frey            | 5      | .158  | .364 | 1.4     | 2.0    |
| Leo Gottlieb          | 4      | .256  | .667 | 0.3     | 6.0    |
| Sonny Hertzberg       | 5      | .217  | .750 | 1.0     | 7.2    |
| Lee Knorek            | 5      | .362  | .579 | 1.6     | 10.6   |
| Bud Palmer            | 5      | .351  | .600 | 0.8     | 15.6   |
| Stan Stutz            | 5      | .277  | .875 | 1.4     | 16.8   |
| Butch van Breda Kolff | 5      | .219  | .538 | 0.8     | 4.2    |

### Records divers
- Le 1er février 1947, lors d'une rencontre entre les Warriors de Philadelphie et les Knicks (défaite 63-71 des Knicks), Joe Fulks établit le record de points inscrits par un joueur contre la franchise de New York en saison régulière, avec 31 unités. Ce record est égalé à deux reprises durant la saison 1947-1948 : Max Zaslofsky des Stags de Chicago inscrit 31 points face aux Knicks le 11 janvier 1948 (défaite 86-99 de New York), et Joe Fulks des Warriors marque à nouveau 31 points contre les Knicks le 2 mars 1948 (défaite 66-76 de New York). Le record est battu durant la saison 1948-1949 par George Mikan des Lakers de Minneapolis, qui inscrit 34 points face aux Knicks le 11 novembre 1948 (défaite 68-77 des Knicks).

## Transferts

### Échange
| 21 janvier 1947 | Aux Knicks de New YorkBob Fitzgerald | Aux Huskies de TorontoBob Mullens |

### Joueurs vendus
| Joueur          | Date            | Nouvelle équipe            |
| --------------- | --------------- | -------------------------- |
| Jake Weber      | 2 décembre 1946 | Steamrollers de Providence |
| Ralph Kaplowitz | 16 janvier 1947 | Warriors de Philadelphie   |
| Hank Rosenstein | 26 janvier 1947 | Steamrollers de Providence |
| Nat Militzok    | février 1947    | Huskies de Toronto         |